# جائزة نوبل في الأدب 2023
مُنحت جائزة نوبل في الأدب لعام 2023 للكاتب المسرحي والمؤلف النرويجي يون فوسه عن "مسرحياته المبتكرة ونثره الذي يعطي صوتًا لما لا يمكن قوله".  وهو النرويجي الرابع الذي يحصل على الجائزة.  

## الحائز على جائزة
ولد جون فوس عام 1959 في بلدة هاوغسوند في الساحل الغربي للنرويج. تشمل مجموعته الهائلة من الأعمال الأدبية مجموعة متنوعة من الأنواع مثل المسرحيات والروايات والمجموعات الشعرية والمقالات وأدب الأطفال والترجمات.

### مسرحياته
- الاسم Namnet (1995؛ The Name، 2002)
- Vinter (الشتاء)"[4]
- Ein sommars dag (يوم صيفي)
- Natta Syng sine Songar (1998؛ Nightsongs، 2002)
- Draum om hausten (1999؛ Dream of الخريف، 2004)
- Dødsvariasjonar (2002؛ Death Variations، 2004)
- septology (السباعية)". ويتضمن العمل ثلاثة مجلدات تحمل عناوين: "الاسم الآخر 2019 (The Other Name: Septology I-II)، و"أنا آخر (2020 I Is Another: Septology III-V)"، و"اسم جديد" (2021 A New Name: Septology VI-VII).[4]

تستكشف المسرحيات بقوة الموضوعات الوجودية للعاطفة الإنسانية، والتناقض، وتجربة الألوهية، والضعف بطريقة مروعة ولكنها مبتكرة مع اللغة والتقنيات الفنية الحداثية. لقد طور براعته الدرامية من خلال تأثيرات فيساس وبيكيت وبرنهارد وتراكل.
بالنسبة لمسرحياته، فقد تم اعتباره أنه الكاتب المسرحي النرويجي الأكثر أداءً بعد هنريك إبسن. يعتبر عمله النثري العظيم هو أواخر علم السبعين، الذي أكمله في عام 2021: Det andre namnet (2019؛ الاسم الآخر، 2020)، "Eg er ein annan " (2020؛ "أنا آخر"، 2020)، و Eit نيت نام (2021؛ اسم جديد، 2021). يتبع السلسلة بشكل غير عادي لقاء فنان مسن مع نسخة أخرى من نفسه، واستكشافات للحالة الإنسانية، وحساب الإلهي، والتفكير الجريء لما يعنيه العيش. 

## إعلان الجائزة
بعد إعلان الجائزة، أجرت كارين كلايسون مقابلة مع رئيس لجنة نوبل أندرس أولسون. وعندما سُئل عن سبب اختيار فوسيه للجائزة حيث صرح بالتالي:
"جون فوس مؤلف رائع من عدة جوانب، والأمر غريب جدًا معه ككاتب لأنه يلمسك بعمق عندما تقرأ له ... ما يميزه هو أنه يتمتع بهذا القرب الخاص، فهو يمس أعمق مشاعرك - القلق، وانعدام الأمن، وتساؤلات الحياة والموت - مثل هذه الأشياء التي يواجهها كل إنسان في الواقع في البداية. وبهذا المعنى، أعتقد أنه يصل إلى هذا الحد ويصل إلى تأثير عالمي لكل ما يكتبه، ولا يهم إذا كان دراما أو شعرًا أو نثرًا. إنه نفس النوع من النداء لهذه الإنسانية الأساسية."

## لجنة نوبل
تكونت لجنة جائزة نوبل لعام 2023 التابعة للأكاديمية السويدية من: 
| # | الصورة | الاسم                       | انتخب | المنصب                    | العمل                          |
| - | ------ | --------------------------- | ----- | ------------------------- | ------------------------------ |
| 1 |        | أندرس أولسون (ولد 1949)     | 2008  | رئيس اللجنة               | الناقد الأدبي، المؤرخ الأدبي   |
| 2 |        | ماتس مالم (ولد 1964)        | 2018  | عضو مشارك السكرتير الدائم | مترجم، مؤرخ أدبي، محرر         |
| 3 |        | لكل ويستبير (ولد 1933)      | 1997  | عضو                       | روائي، صحفي، شاعر، كاتب مقالات |
| 4 |        | آن سوارد (ولد 1969)         | 2019  | عضو                       | الروائي                        |
| 5 |        | إلين ماتسون (ولد 1963)      | 2019  | عضو                       | روائي، كاتب                    |
| 6 |        | ستيف سيم ساندبرج (ولد 1958) | 2021  | عضو                       | صحافي، مؤلف، مترجم             |

## روابط خارجية
- جائزة نوبل في الأدب nobelprize.org
- الأكاديمية السويدية svenskaakademien.se/en
- يون فوسه ونوبل للآداب.. حين يكون الصمت أهم مما يقال